# Lorenzo Buscarini
Lorenzo Buscarini (ur. 27 maja 1991 w Borgo Maggiore) – sanmaryński piłkarz występujący na pozycji obrońcy lub pomocnika, reprezentant San Marino w latach 2012–2014.

## Kariera klubowa
Wychowanek szkółki piłkarskiej klubu San Marino Calcio. W 2010 roku rozpoczął karierę na poziomie seniorskim w SP Cailungo. 3 października 2010 zadebiutował w Campionato Sammarinese w zremisowanym 1:1 meczu przeciwko SS Cosmos. Ogółem w latach 2010–2013 rozegrał dla tego klubu 42 ligowe spotkania, w których zdobył 2 bramki. W czerwcu 2013 roku przeniósł się do SS Murata. W lipcu tego samego roku otrzymał od FSGC nagrodę Golden Boy, przyznawaną najlepszemu młodzieżowemu piłkarzowi w San Marino. W sezonie 2014/15 dotarł z SS Murata do finału Pucharu San Marino, przegranego 0:5 z SS Folgore/Falciano. W październiku 2015 roku wystąpił w meczu o Superpuchar San Marino, w którym jego zespół uległ 0:2 SS Folgore/Falciano. W połowie 2017 roku został graczem klubu FC Domagnano, w którym grał do momentu zakończenia kariery zawodniczej w 2019 roku.

## Kariera reprezentacyjna
W 2007 roku Buscarini zaliczył 3 występy w reprezentacji San Marino U-17 w turnieju kwalifikacyjnym do Mistrzostw Europy 2008, rozegranym w Andorze. Jego debiut miał miejsce 1 października 2007 w przegranym 0:6 meczu przeciwko Hiszpanii. W latach 2008–2009 wystąpił sześciokrotnie w kadrze U-19 podczas dwóch kampanii eliminacyjnych do Mistrzostw Europy. W latach 2010–2012 rozegrał 8 spotkań w reprezentacji San Marino U-21 w kwalifikacjach do Mistrzostw Europy 2011 i 2013.
W sierpniu 2012 roku otrzymał od Giampaolo Mazzy pierwsze powołanie do seniorskiej reprezentacji San Marino na towarzyskie spotkanie z Maltą, w którym nie został desygnowany do gry. 12 października 2012 zadebiutował w drużynie narodowej w przegranym 0:5 wyjazdowym meczu przeciwko Anglii w eliminacjach Mistrzostw Świata 2014. W spotkaniu tym wszedł na boisko w 76. minucie, zmieniając Matteo Coppiniego. Ogółem w latach 2012–2014 zaliczył w reprezentacji San Marino 10 występów, nie zdobył żadnej bramki. Wszystkie spotkania zakończyły się porażką San Marino.

## Sukcesy
- Golden Boy: 2013